# رینرتون-اوروین-میور (پنسیلوانیا)
رینرتون-اوروین-میور (به انگلیسی: Reinerton-Orwin-Muir) یک منطقهٔ مسکونی در ایالات متحده آمریکا است که در شهرستان سچویلکیلل، پنسیلوانیا واقع شده‌است. رینرتون-اوروین-میور ۳٫۶ کیلومتر مربع مساحت و ۱٬۰۳۷ نفر جمعیت دارد.